# Marszewska Góra
Marszewska Góra is een plaats in het Poolse district  Gdański, woiwodschap Pommeren. De plaats maakt deel uit van de gemeente Przywidz en telt 92 inwoners.